# Iàltxik
Iàltxik (en rus: Яльчик) és un poble (un possiólok) de la República de Marí El, a Rússia, que en el cens del 2010 tenia 5 habitants. Pertany al districte rural de Voljsk.